# 因の島ガス
因の島ガス株式会社（いんのしまガス、英: INNOSHIMA GAS Co.,Ltd.）は、広島県尾道市の因島地区に都市ガスを供給する一般ガス事業者。中国地方の都市ガス事業者の中では最も小規模である。

## 事業概要（平成16年度）
- 需要家戸数 - 5,633戸（供給区域内戸数6,715戸、普及率87.1%）
  - うち、一般家庭5,331戸。対需要家戸数比94.6%
- 販売量 - 97,798MJ
  - うち、一般家庭60,572MJ。対需要家戸数比61.9%[2]

## 沿革
- 1962年2月 - 因の島ガス株式会社設立
- 1962年12月 - 本社社屋・供給設備完成、都市ガスの供給開始
- 1965年3月 - 重井基地完成
- 1980年3月 - 棚子山基地完成
- 2008年6月～8月 - プロパンガスから天然ガスへの転換作業実施。大阪ガス姫路製造所よりタンクローリーで輸送されたLNGを、因の島ガス西浦工場で気化し、需要家へ供給する[3][4]。